# IPhone 13 Pro
iPhone 13 Pro та iPhone 13 Pro Max — смартфони, розроблені та продані компанією Apple, що використовують процесор Apple A15 Bionic та операційну систему iOS 15. Представлені 14 вересня 2021 року разом з базовими iPhone 13 та iPhone 13 mini. Старт продажів почався 24 вересня. Дата попереднього замовлення 17 вересня 2021 року. Вони є флагманськими смартфонами п'ятнадцятого покоління iPhone, що змінили iPhone 12 Pro та iPhone 12 Pro Max. Вони були оголошені 14 вересня 2021 року, й були випущені 24 вересня 2021 року. Пристрої були представлені разом з iPhone 13 та iPhone 13 Mini на спеціальному заході Apple в Apple Park у Купертіно, Каліфорнія, 14 вересня 2021 року.
До України Apple завезла першу офіційну партію телефонів 9 жовтня 2021 року. За інформацією Державна митна служба країни України прибуло понад 8 тис. смартфонів.

## Опис
Основні оновлення у порівнянні з попередником включають поліпшення терміну служби акумулятора, покращення камер та обчислювальної фотографії (особливо надширокоформатної), портретний стиль «Кінематографічне відео» зі швидкістю 1080p 30 кадрів на секунду, формат запису відео ProRes зі швидкістю 4k 30 кадрів на секунду (1080p 30 кадрів в секунду для моделі 128 гб), нова система A15 Bionic на чіпі та змінний дисплей частоти оновлення 120 Гц, що продається як ProMotion.

## Дизайн
У моделі iPhone 13 Pro, окрім якіснішої камери, також кращим став екран зі зменшеним на 20 % вирізом для системи фронтальних камер.
iPhone 13 Pro має такий самий корпус, як і iPhone 12 Pro: висотою 146,7 мм і шириною 71,5 мм. Невелика різниця буде тільки в товщині. Екрани всіх смартфонів лінійки iPhone виконані за технологією OLED, при цьому дисплеї iPhone 13 Pro і iPhone 13 Pro Max підтримують частоту оновлення 120 Гц. Новинки побудовані на базі однокристальної системи Apple A15, яка виробляється силами компанії TSMC з використанням 5-нм технологічного процесу.
| Колір | Назва                          |
| ----- | ------------------------------ |
|       | Сірий (Silver)                 |
|       | Темно-сірий (Graphite)         |
|       | Золотий (Gold)                 |
|       | Світло-блакитний (Sierra Blue) |

## Критика
Компанія не презентувала нічого революційного. «Чубчик» на фронтальній стороні нікуди не подівся. Оглядачі критикували за це компанію.